# 擬魾
擬魾，為輻鰭魚綱鯰形目粒鯰科的其中一種，為熱帶淡水魚，分布於亞洲蘇門答臘東部及婆羅洲西部淡水流域，體長可達5.9公分，棲息在底層水域，生活習性不明。

## 扩展阅读
維基物種上的相關：擬魾